# Trudy Ruth
Geertruida Hendrika (Trudy) Ruth (Hilversum, 20 mei 1950) is een voormalige Nederlandse atlete. Ze is getrouwd geweest en liep toen onder de naam Wunderink-Ruth. Ruth nam deel aan de Olympische Spelen van 1972 in München en bereikte de halve finale op het onderdeel 400 m.

## Loopbaan
Ze begon in 1966 met atletiek en viel direct op door haar sprintvermogen. Trudy Ruth was acht jaar lang Nederlands recordhoudster op de 400 m (52,45 s). In 1971 haalde ze op de Europese kampioenschappen in Helsinki de halve finale op de 200 m. 
Ruth werd zes maal outdoor- en zes maal indoorkampioene van Nederland in de jaren 1969 tot 1975. De eerste indoortitels behaalde ze als achttienjarige, in het jaar dat ze negentien zou worden. Ze was toen eerstejaars senior (later is de overgang naar de senioren verschoven en zou ze nog junior zijn geweest).  
Ook was zij een verdienstelijk hordeloopster.
Trudy Ruth was lid van de Gooise Atletiek Club uit Hilversum.

## Nederlandse kampioenschappen
Outdoor
| Onderdeel | Jaar             |
| --------- | ---------------- |
| 200 m     | 1973, 1974, 1975 |
| 400 m     | 1972, 1974, 1975 |

Indoor
| Onderdeel   | Jaar       |
| ----------- | ---------- |
| 60 m        | 1969, 1971 |
| 400 m       | 1972, 1973 |
| 500 m       | 1975       |
| 60 m horden | 1969       |

## Records

### Persoonlijke records
Outdoor
| Onderdeel    | Prestatie       | Datum             | Plaats    |
| ------------ | --------------- | ----------------- | --------- |
| 100 m        | 11,5 s          | 19 september 1971 | Boekarest |
| 200 m        | 23,3 s          | 13 juni 1971      | Erfurt    |
| 400 m        | 52,45 s (ex-NR) | 3 september 1972  | München   |
| 80 m horden  | 11,7 s          |                   |           |
| 100 m horden | 13,9 s          | 12 september 1971 | Uden      |

Indoor
| Onderdeel   | Prestatie      | Datum            | Plaats    |
| ----------- | -------------- | ---------------- | --------- |
| 50 m        | 6,4 s (ex-NR)  | 21 februari 1970 | Eindhoven |
| 400 m       | 54,5 s (ex-NR) | 27 februari 1972 | Leiden    |
| 50 m horden | 7,4 s (ex-NR)  | 20 februari 1970 | Eindhoven |

### Nederlandse records
Outdoor
| Onderdeel           | Prestatie | Datum            | Plaats  |
| ------------------- | --------- | ---------------- | ------- |
| 400 m               | 52,45 s   | 3 september 1972 | München |
| 4 x 400 m nat. team | 3.39,3    | 10 juni 1972     | Londen  |
|                     | 3.35,8    | 5 juli 1972      | Parijs  |

Indoor
| Onderdeel   | Prestatie | Datum            | Plaats    |
| ----------- | --------- | ---------------- | --------- |
| 50 m        | 6,4 s     | 21 februari 1970 | Eindhoven |
| 400 m       | 54,5 s    | 27 februari 1972 | Leiden    |
| 50 m horden | 7,4 s     | 20 februari 1970 | Eindhoven |

## Palmares

### 100 m
- 1970:  NK - 12,1 s
- 1971:  NK - 11,9 s

### 200 m
- 1970:  NK - 24,9 s
- 1971:  NK - 24,0 s
- 1971: 6e in½ fin. EK - 23,92 s
- 1973:  NK - 23,9 s
- 1974:  NK - 23,76 s (RW)
- 1975:  NK - 24,41 s

### 400 m
- 1972:  NK - 53,7 s
- 1972: 8e in ½ fin. OS - 53,02 s
- 1974:  NK - 53,09 s
- 1975:  NK - 53,77 s

### 100 m horden
- 1970:  NK - 15,1 s